# Elecciones generales de Nueva Zelanda de 1993
Las elecciones generales de Nueva Zelanda de 1993 fueron celebradas el 6 de noviembre para determinar la composición del Parlamento de Nueva Zelanda. Se eligieron 99 miembros (2 más que en las pasadas elecciones) mediante escrutinio mayoritario uninominal. Las elecciones fueron ganadas por el Partido Nacional de Nueva Zelanda que pudo revalidar el gobierno a pesar de sufrir una caída en voto y escaños, quedando con solo un escaño más de la mayoría absoluta. Los laboristas recuperaron terreno y la Alianza y Nueva Zelanda Primero entraron en la cámara legislativa con dos escaños cada uno.

## Contexto
Tras las elecciones de 1990, el Partido Nacional había obtenido una amplia mayoría en el parlamento debido al hundimiento de los laboristas, que se habían vuelto muy impopulares por las reformas económicas de corte neoliberal, basadas en privatizaciones, recortes de subsidios y desregularización del mercado. En el Partido Nacional hubo división sobre si continuar o no con las reformas económicas, aunque finalmente la ministra de economía Ruth Richardson optó por continuarlas. Esto produjo una desafección hacia ambos partidos, que fue capitalizada por dos formaciones de signo opuesto surgidas de escisiones de las dos grandes formaciones: el Nuevo Partido Laborista, surgido en 1989 y que se unió con diversos partidos de izquierda para fundar la Alianza (Alliance), y Nueva Zelanda Primero fundado en 1993 por anteriores diputados del Partido Nacional. 
A consecuencia del descontentos por el sistema político, se llevó a cabo en 1992 un referéndum no vinculante para consultar a la ciudadanía neozelandesa sobre la pertinencia de un cambio del sistema electoral. Hasta ese momento, se usaba el escrutinio mayoritario uninominal (el votante elegía a un único candidato que representaba a su distrito electoral). El 64,95% de los votantes prefirió un sistema de representación proporcional mixta para la elección del parlamento. Volvió a convocarse otro referéndum coincidiendo con estas elecciones generales en las que el 53,86% de los votantes apoyó la instauración del nuevo sistema electoral, que se usaría desde las elecciones de 1996 hasta ahora.